# Enzo Ferrari

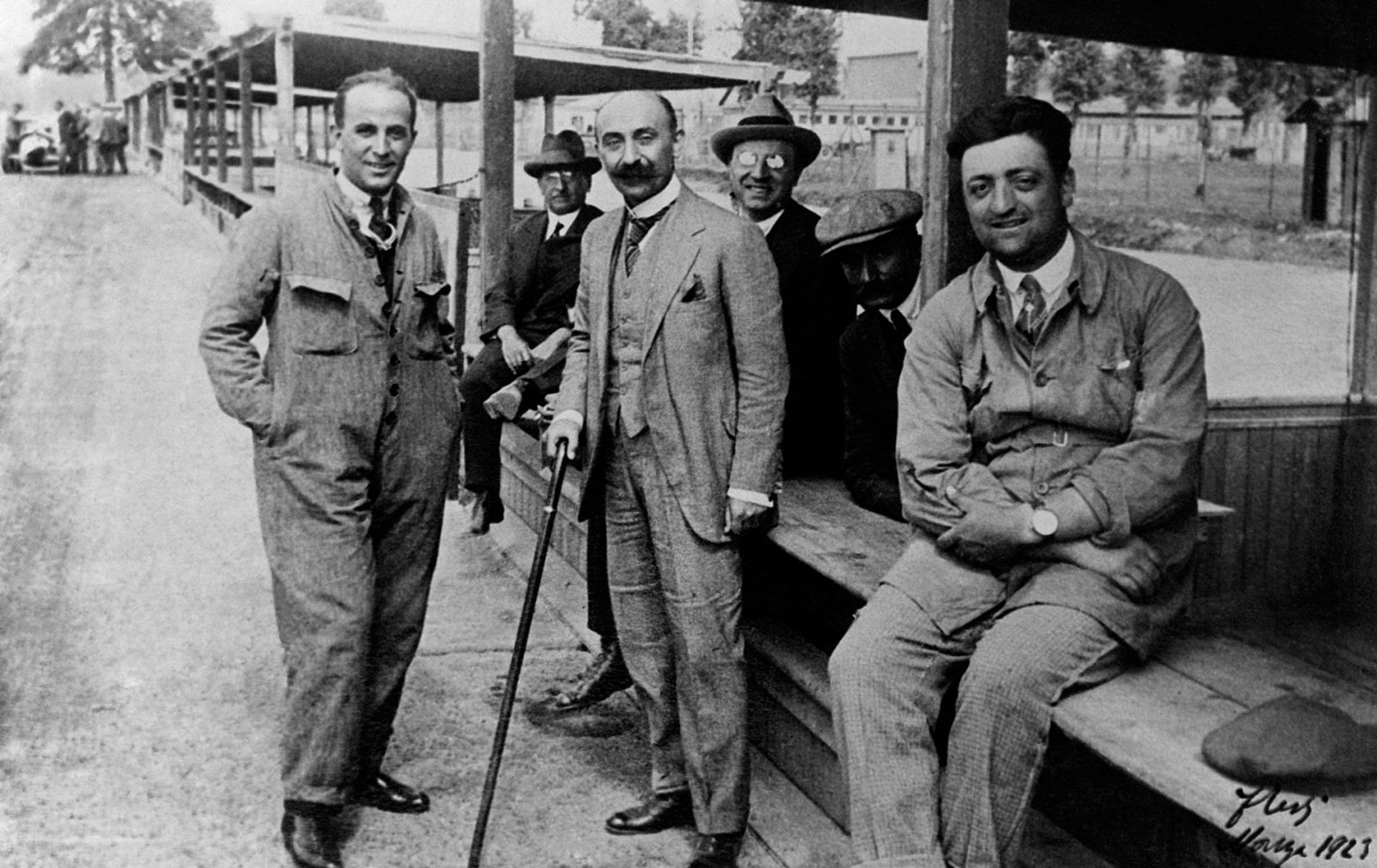
Enzo Ferrari y Nicola Romeo, año 1923.

Enzo Anselmo Giuseppe Maria Ferrari (Módena, 18 de febrero de 1898-Módena, 14 de agosto de 1988) fue un piloto de automovilismo y empresario italiano, fundador de la Scuderia Ferrari y más tarde de la marca de automóviles que llevaría su apellido.

## Biografía

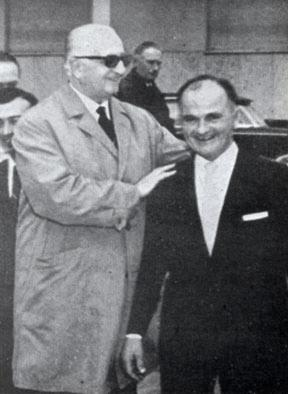
Enzo Ferrari (izquierda) con Ilario Bandini.

Enzo Ferrari nació el 18 de febrero de 1898 en Módena, aunque su certificado habla del día 20, y creció en el valle del Po, al norte de Italia. El padre de Enzo, Alfredo Ferrari, trabajaba en una empresa de estructuras metálicas. Alfredo deseaba que su hijo Enzo Ferrari se dedicara a continuar con el negocio familiar, pero Enzo afirmaba querer ser periodista o cantante de ópera.
En 1908 Alfredo Ferrari llevó a su hijo a ver una carrera de coches cerca de Módena. Enzo tuvo la oportunidad de ver en carrera a Vincenzo Lancia. Desde este momento su vida quedaría marcada por las carreras de automóviles. Alfredo envió a su hijo a una escuela de ingeniería. 
En 1914, Alfredo sería enviado al frente cuando Italia entró en la Primera Guerra Mundial, muriendo de fiebre tifoidea. Alfredo Ferrari murió en 1916, con lo que la empresa familiar quebró casi de inmediato.

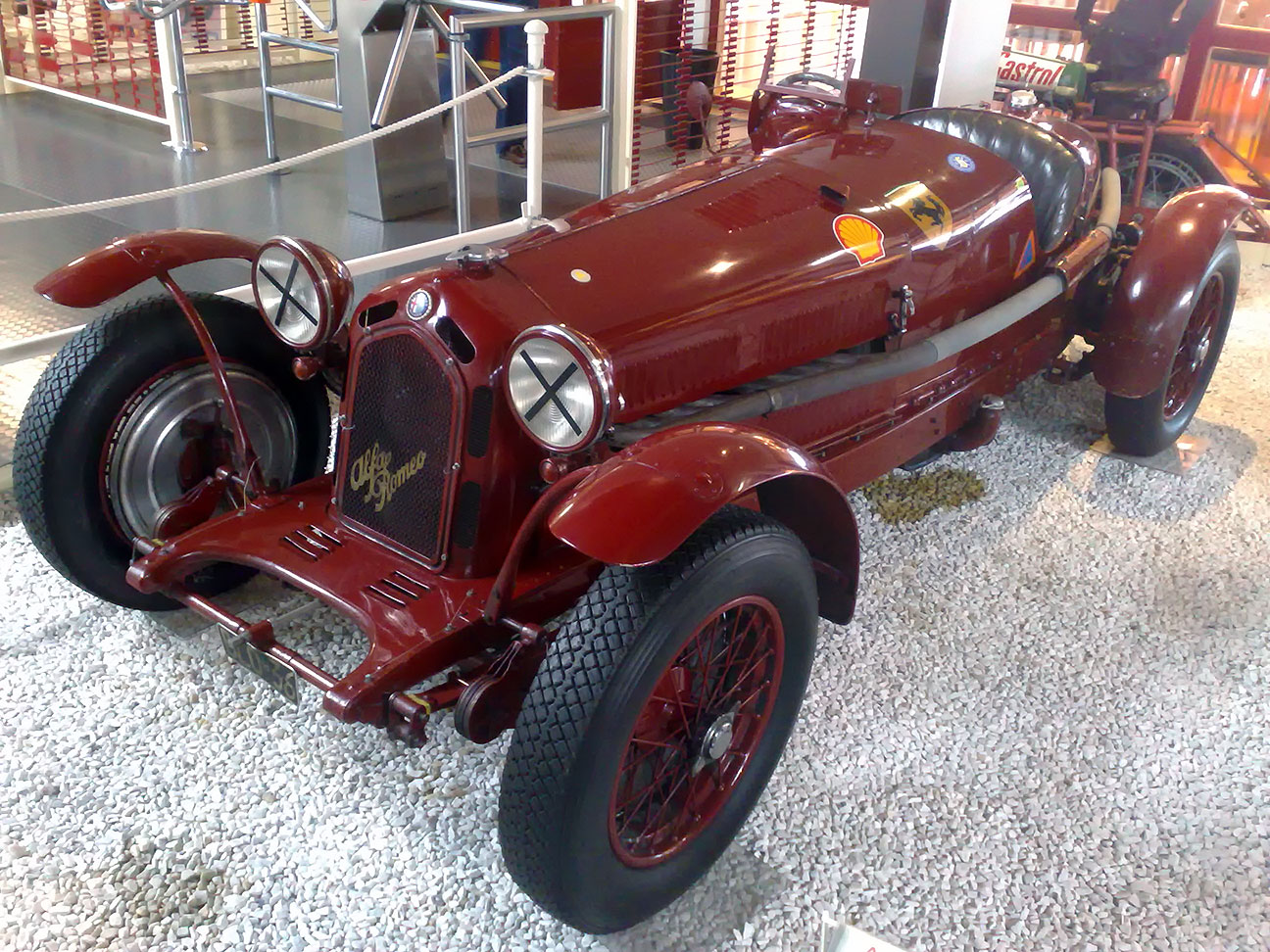
Alfa Romeo 8C 2300 de la Scuderia Ferrari

Enzo Ferrari quedó prácticamente solo y saltó de un trabajo a otro durante más de un año. En 1917 fue reclutado por el ejército. Aunque intentó demostrar sus dotes como mecánico, sus superiores no lo tuvieron en cuenta y lo destinaron a herrar mulas. Enzo contrajo pleuresía, una enfermedad comúnmente mortal, pero que logró superar.
A los 20 años Enzo terminó su servicio en el ejército, pero se encontró con una Italia de postguerra totalmente en crisis. Enzo consiguió una carta de recomendación del coronel de su regimiento y se dirigió a Turín, capital automovilística italiana, para buscar suerte. Solicitó trabajo en Fiat, pero no se le tuvo en cuenta.
Un año después, logró conseguir trabajo en una pequeña empresa de fabricantes de coches llamada CMN, en Milán. Ahí Ferrari compró un Alfa Romeo usado para competir en carreras, llamando la atención de los directivos de Alfa Romeo, quienes lo invitaron a trabajar en la marca y competir con sus coches de carreras.

### Carrera como piloto de carreras

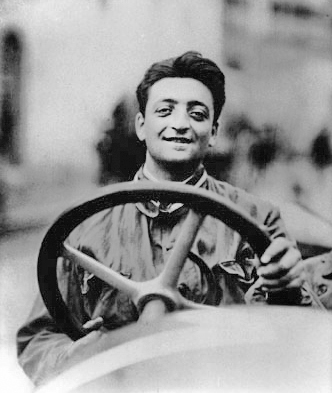
Ferrari en 1920.

En C.M.N. (Costruzioni Meccaniche Nazionali) fue ascendido a piloto de carreras e hizo su debut competitivo en la carrera de montaña Parma-Poggio di Berceto de 1919, donde terminó cuarto en la categoría de tres litros al volante de un C.M.N. 15/20. El 23 de noviembre del mismo año participó en la Targa Florio, pero tuvo que retirarse después de que el tanque de combustible de su automóvil tuviera una fuga.  Debido al gran número de retiradas, terminó noveno.

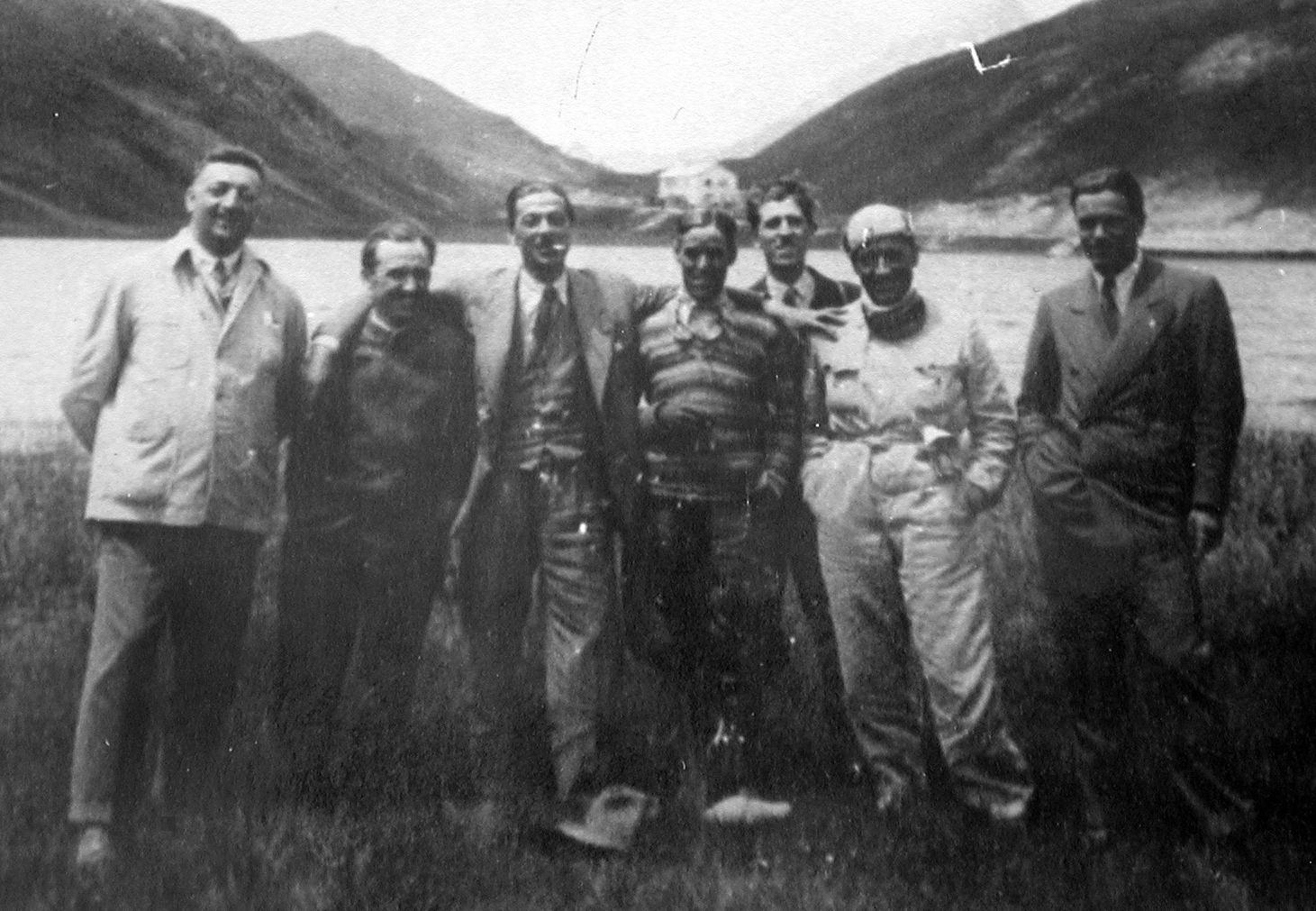
Los conductores Enzo Ferrari (primero desde la izquierda), Tazio Nuvolari (4.º) y Achille Varzi (6.º) de Alfa Romeo con el director general de Alfa Romeo, Prospero Gianferrari (3.º) en Colle della Maddalena, c. 1933.

En 1920, Ferrari se unió al departamento de carreras de Alfa Romeo como piloto. Ferrari ganó su primer Gran Premio en 1923 en Rávena, en el Circuito Savio. 1924 fue su mejor temporada, con tres victorias, incluidas Rávena, Polesine y la Coppa Acerbo de Pescara. Ferrari continuó compitiendo a medias. Al mismo tiempo, desarrolló un gusto por los aspectos organizativos de las carreras de Gran Premio. Tras el nacimiento de su hijo Alfredo (Dino) en 1932, Ferrari decidió retirarse y centrarse en la gestión y el desarrollo de los coches de carreras Alfa de fábrica.

### Después de su carrera como piloto de carreras
Ferrari pidió a Alfa Romeo que le permitiera convertirse en un vendedor de la marca.
En esta actividad Ferrari conoció a Laura Dominica Garello, con quien se casó en 1923.
Alfa Romeo tenía pensado competir con un coche llamado P1 en el Gran Premio de Italia celebrado en el circuito de Monza. Ferrari, junto con varios mecánicos que logró convencer para que dejaran la Fiat y empezaran a trabajar con él, llegó a Monza un día antes de la carrera. Ugo Sivocci fue el piloto escogido, pero en la vuelta de reconocimiento se salió del circuito y falleció. Ferrari sufrió entonces una fuerte crisis emocional.
El P1 había fracasado, Ferrari necesitaba rediseñarlo por lo que logró traer de Fiat al ingeniero Vittorio Jano, un genio de la mecánica. Juntos rediseñaron el P1 y lo bautizaron P2. Al volante pusieron a Antonio Ascari. El P2 ganó la carrera, logró el récord de vuelta y la velocidad más alta en pista. Ferrari entonces le propuso a Alfa Romeo que lo dejase a cargo de las actividades de competición de la compañía, lo que Alfa Romeo aceptó. El 1 de diciembre de 1929, Ferrari abrió las puertas de lo que se convertiría en la Scuderia Ferrari.
A pesar de sus éxitos profesionales, su vida familiar no era nada placentera, su madre y su esposa Laura se detestaban mutuamente. En 1932 Laura dio a luz a su primer hijo, Dino Ferrari, sin embargo casi de inmediato el niño fue diagnosticado con distrofia muscular. Enzo sufrió terriblemente no poder hacer nada por su hijo, e intentó en vano detener la enfermedad con distintas dietas y con varias medicinas importadas de varios países. Finalmente Dino murió en 1956 a sus 24 años causando un intenso dolor en Enzo Ferrari. Desde entonces Enzo visitaba todas las mañanas la tumba de su primer hijo antes de ir a trabajar.
En 1939 dio comienzo la Segunda Guerra Mundial y Mussolini junto con Alemania se lanzaron a la invasión. Alfa Romeo rompió lazos con la Scuderia de Enzo, por lo que este se vio obligado a trabajar con el gobierno fascista, para sobrevivir financieramente tanto él como la Scuderia.
Así en 1940 nació Auto Avio Costruzioni Ferrari que trabajaba con la compañía nacional de aviación en Roma, para Piaggio y para RIV. En 1943 durante la Segunda Guerra Mundial, la fábrica Ferrari se trasladó de Módena a Maranello por orden del gobierno, para protegerla de los bombardeos aliados. Aun así la fábrica fue bombardeada en 1944 y reconstruida en 1946, año en el cual comenzó el diseño y fabricación del primer Ferrari.
En sus constantes viajes a Maranello conocería a Lina Lardi, una secretaria con la que tendría un romance a sus 46 años. Con ella tuvo a su segundo hijo, Piero, quien en la actualidad es vicepresidente de la marca de coches fundada por su padre.
La guerra llegó a su fin y en 1947 Enzo y el público estaban listos para volver a las carreras de coches. En este año Enzo culminó el desarrollo del Ferrari 125 con motor de litro y medio. La primera carrera en que un Ferrari competiría sería en Piacenza, Italia el 11 de mayo de 1947, una prueba menor. Las expectativas de Ferrari eran altas tanto para él como para la prensa italiana. En la carrera, a solo 3 vueltas del final y con el coche Ferrari en cabeza, se rompió la bomba de combustible. Enzo describiría al 125 entonces como un "fracaso prometedor". Enzo nunca llegó a ver la competición y desde este momento jamás volvió a asistir a una carrera en la que un Ferrari compitiera.

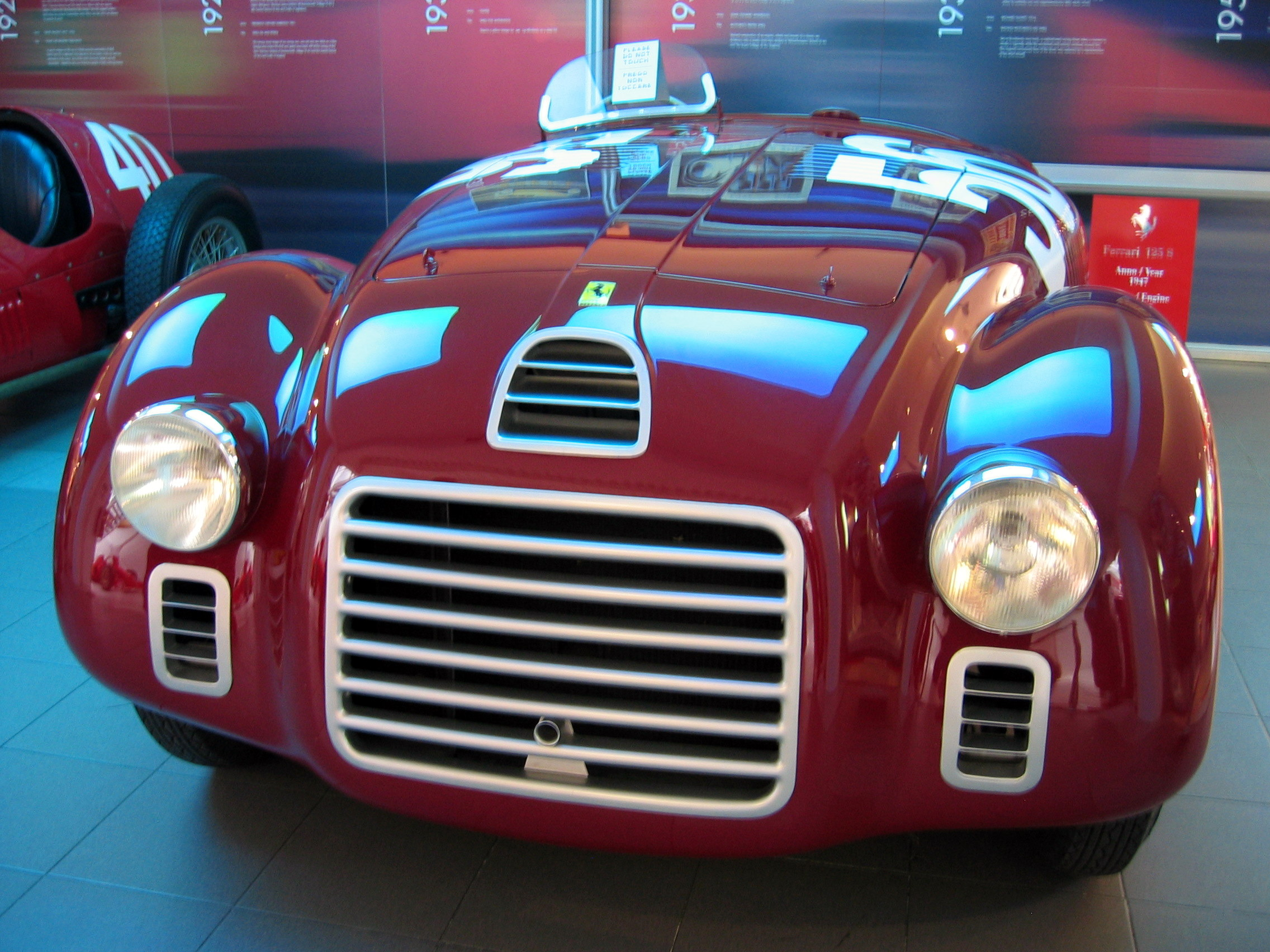
Ferrari 125, Scuderia Ferrari.

Enzo empezó el desarrollo de varios vehículos sin precedentes, de velocidades nunca antes vistas. Ferrari empezó a ganar casi todas las competiciones, pero los costes de las carreras eran enormes y a Ferrari se le acababa el dinero. Por esto, a pesar de su total falta de interés en la idea, Ferrari empezó a vender versiones de turismos de sus coches.
Pero las velocidades nunca antes vistas también traerían consecuencias. Las carreras de coches eran un negocio peligroso y empezaron a morir pilotos en los circuitos, cada vez en una proporción mayor. En 1957 en la celebración de la Mille Miglia, una popular carrera de la época, participaban 5 Ferrari entre más de 250 participantes. Más de 10 millones de personas se acercaron a ver pasar los automóviles a lo largo del circuito. Por su extensión era casi imposible controlar a todo el público. El Ferrari más potente, el 335 de 4,1 litros al mando del prometedor piloto español Alfonso de Portago, perdió el control y se fue hacia el público. Más de 15 personas murieron, incluido, por supuesto, el piloto, y muchas más quedaron heridas. Enzo Ferrari fue acusado de homicidio sin premeditación. Cuatro años después se retiraron los cargos.
En 1961 Ford se decidió a competir con Ferrari, obteniendo resultados diversos. Ferrari empezó a perder y el coste de mantener la Scuderia aumentaba vertiginosamente. A pesar de la venta de turismos el dinero se agotaba. En 1967 la Scuderia Ferrari estaba al borde de la quiebra. Entonces se acercó al grupo Fiat en busca de ayuda económica. El acuerdo con Fiat contemplaba que Enzo se encargaría de la división de automóviles de carrera y Fiat fabricaría los turismos de Ferrari. Hacia 1969 cada parte contaba con el 50 % de las acciones de Ferrari (en 1988 el Grupo Fiat se convertiría en el accionista mayoritario).

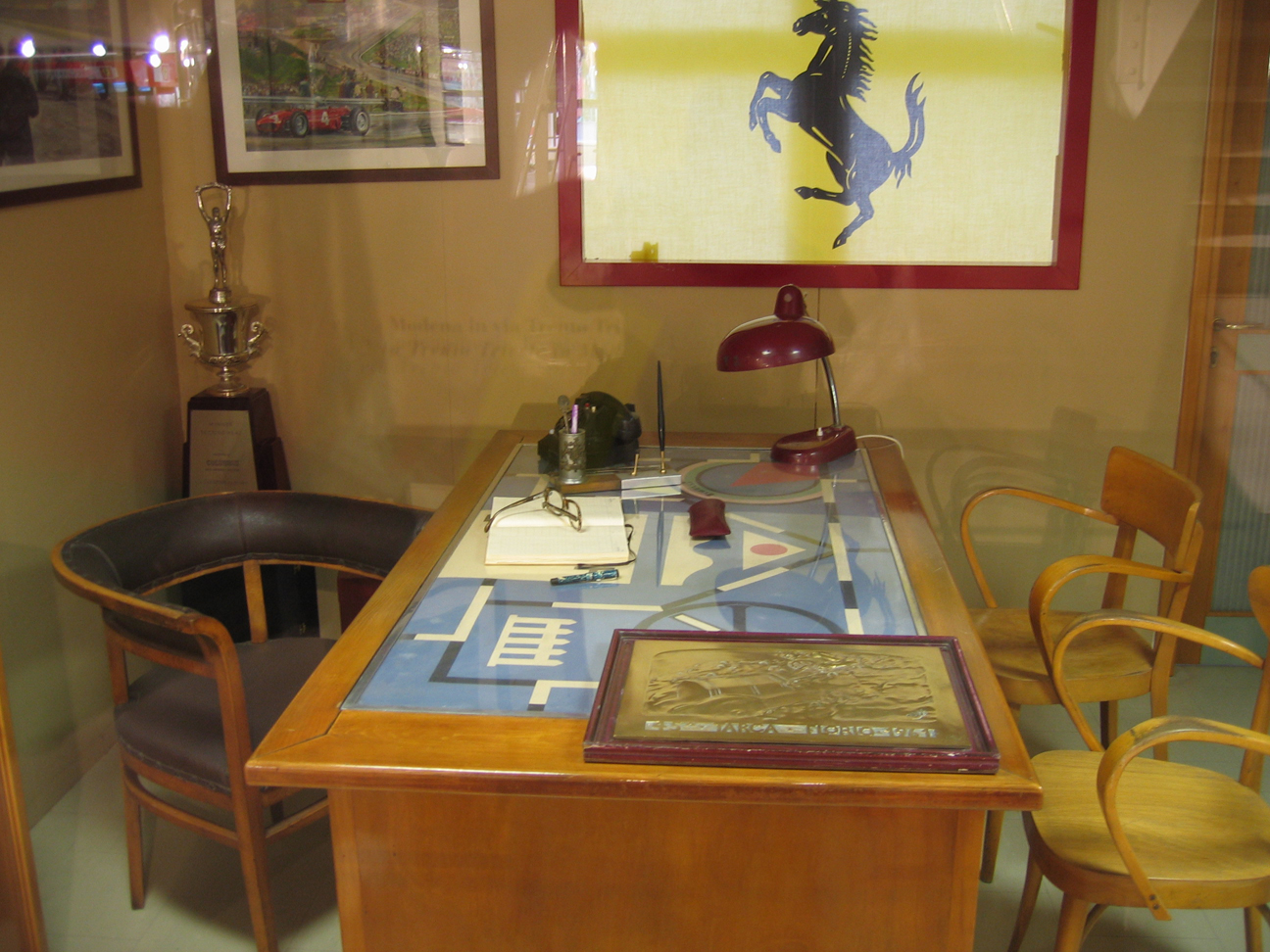
Oficina de Enzo Ferrari en Maranello.

En 1963 Enzo Ferrari construyó el Instituto Professionale per l'Industria e Artigianato, una escuela de aprendizaje en Maranello. A principios de la década de 1970, Ferrari, con la ayuda de los constructores de Módena Maserati y Automobili Stanguellini, exigió que el Ayuntamiento de Módena y el Automobile Club d'Italia mejoraran el Autódromo de Módena, con el argumento de que la pista de carreras era obsoleta e inadecuada para probar los coches de carreras modernos. La propuesta se discutió inicialmente con interés, pero finalmente se estancó debido a la falta de voluntad política. Luego, Ferrari procedió a comprar el terreno adyacente a su fábrica y construir el Circuito de Fiorano, una pista de 3 km todavía en uso para probar autos de carreras y de carretera de Ferrari.
En 1978 muere Laura Dominica Garello y Ferrari se organizó con la hasta entonces su amante Lina Lardi, su hijo Piero y su nieta Antonella.
Después de que Jody Scheckter ganara el título de Fórmula 1 en 1979, el equipo experimentó una desastrosa campaña en 1980. En 1981, Ferrari intentó revivir la suerte de su equipo cambiando a motores turbo. En 1982, el segundo Ferrari turbo, el 126C2, se mostró muy prometedor. Sin embargo, el piloto Gilles Villeneuve murió en un accidente durante la última sesión de entrenamientos libres del Gran Premio de Bélgica en Zolder en mayo. En agosto, en Hockenheim, su compañero de equipo Didier Pironi vio truncada su carrera en una violenta voltereta sobre la espalda justo después de chocar con el Renault F1 conducido por Alain Prost. Pironi lideraba el campeonato de pilotos en ese momento; Perdería el liderato y el campeonato por cinco puntos al no participar en las cinco carreras restantes. La Scuderia Ferrari ganó el Campeonato de Constructores al final de la temporada y en 1983, con el piloto René Arnoux en la lucha por el campeonato hasta la última carrera. Michele Alboreto terminó segundo en 1985, pero el equipo no volvería a ver la gloria del campeonato antes de la muerte de Ferrari en 1988. Ferrari vio la última victoria del equipo en la temporada de 1987 en Australia, cuando Gerhard Berger y Alboreto lograron un resultado de 1-2 en la última ronda.

## Fallecimiento
Enzo enfermó gravemente del riñón en 1978, tras lo que permanecía mucho tiempo en cama. El 14 de agosto de 1988 sobre la una de la tarde, Enzo Ferrari muere en su cama rodeado de su familia en Maranello. Falleció a la edad de 90 años, a causa de una leucemia. Como era una persona privada y temía las protestas populares por el hecho de que el equipo Ferrari había sido derrotado por McLaren en todas las carreras de la temporada 1988 hasta el momento, Enzo expresó el deseo de que su muerte fuera informada a los medios sólo el 16 de agosto, el día después de su entierro (presenciado únicamente por su familia) el 15 de agosto. Poco antes de su muerte fue testigo del lanzamiento del Ferrari F40, que fue dedicado como símbolo de sus logros. En 2002, Ferrari inició la producción del Ferrari Enzo, que lleva el nombre de su fundador.
El Gran Premio de Italia se celebró pocas semanas después de la muerte de Ferrari, y el resultado fue un 1-2 para Ferrari, con el austriaco Gerhard Berger liderando al italiano y nativo de Milán Michele Alboreto; Fue la única carrera que McLaren no ganó esa temporada. Desde la muerte de Ferrari, el equipo Scuderia Ferrari ha seguido teniendo éxito. El equipo ganó el Campeonato de Constructores todos los años de 1999 a 2004, así como en 2007 y 2008. Michael Schumacher ganó el Campeonato Mundial de Pilotos con la Scuderia Ferrari todos los años de 2000 a 2004, y Kimi Räikkönen ganó el título con el equipo en 2007.

## Reconocimientos
Enzo Ferrari recibió el galardón de Cavalieri por sus méritos deportivos en 1924 y siguió obteniendo honores de su patria: Commendatore en 1927, Cavalieri di Lavoro en 1952.
Durante 1960 recibió un título honorífico en ingeniería mecánica por parte de la Universidad de Bolonia. En 1988 la Universidad de Módena y Reggio Emilia le concedió el de Física. Bajo su dirección (1947-88) Ferrari ganó más de 5.000 carreras en todas las categorías y obtuvo 25 títulos de Campeonatos Mundiales.
La escudería Ferrari ha logrado 16 Campeonatos de constructores (1961, 1964, 1975, 1976, 1977, 1979, 1982, 1983, 1999, 2000, 2001, 2002, 2003, 2004, 2007, 2008) y 15 de Pilotos (1952, 1953, 1956, 1958, 1961, 1964, 1975, 1977, 1979, 2000, 2001, 2002, 2003, 2004, 2007), convirtiéndose en el mejor equipo de competición de la Historia. Además ha logrado 211 victorias, 203 poles y 220 vueltas rápidas.

## Elección de pilotos
"Il Commendatore", como se le conoce entre los fanáticos de la Scuderia, se encargaba personalmente de escoger a los pilotos que correrían para su escudería. Una de sus elecciones más memorables se dio en 1977, cuando las relaciones con Niki Lauda estaban en su peor momento. Ferrari buscaba con urgencia un reemplazo, y Enzo se decidió por el desconocido Gilles Villeneuve, que aunque nunca ganaría un campeonato del mundo, se convertiría en el piloto favorito de Enzo y en uno de los pilotos más recordados de la Fórmula 1.

## Influencia y legado

### Cine y televisión
- En 1966, Adolfo Celi encarna a Enzo Ferrari (Agostino Manetta) en la célebre producción Grand Prix de John Frankenheimer.
- En 2003, se estrena la película Ferrari, con Sergio Castellitto interpretándolo.[6][7]
- En la película de 2013, Rush del director Ron Howard, Enzo aparece siendo interpretado por Augusto Dallara en un cameo.
- En la película de 2019, Ford v Ferrari del director James Mangold, Enzo aparece interpretado por Remo Girone.[8]
- En 2023, se estrenó la película Ferrari, con Adam Driver interpretándolo.[9]